# گل گندم مالتی
 گل گندم مالتی  (نام علمی: 'Cheirolophus crassifolius') نام یکی از گونه‌های تیرهٔ مرکبیان است. 
گل گندم مالتی از سال ۱۹۷۳ میلادی گل ملی کشور مالت است.

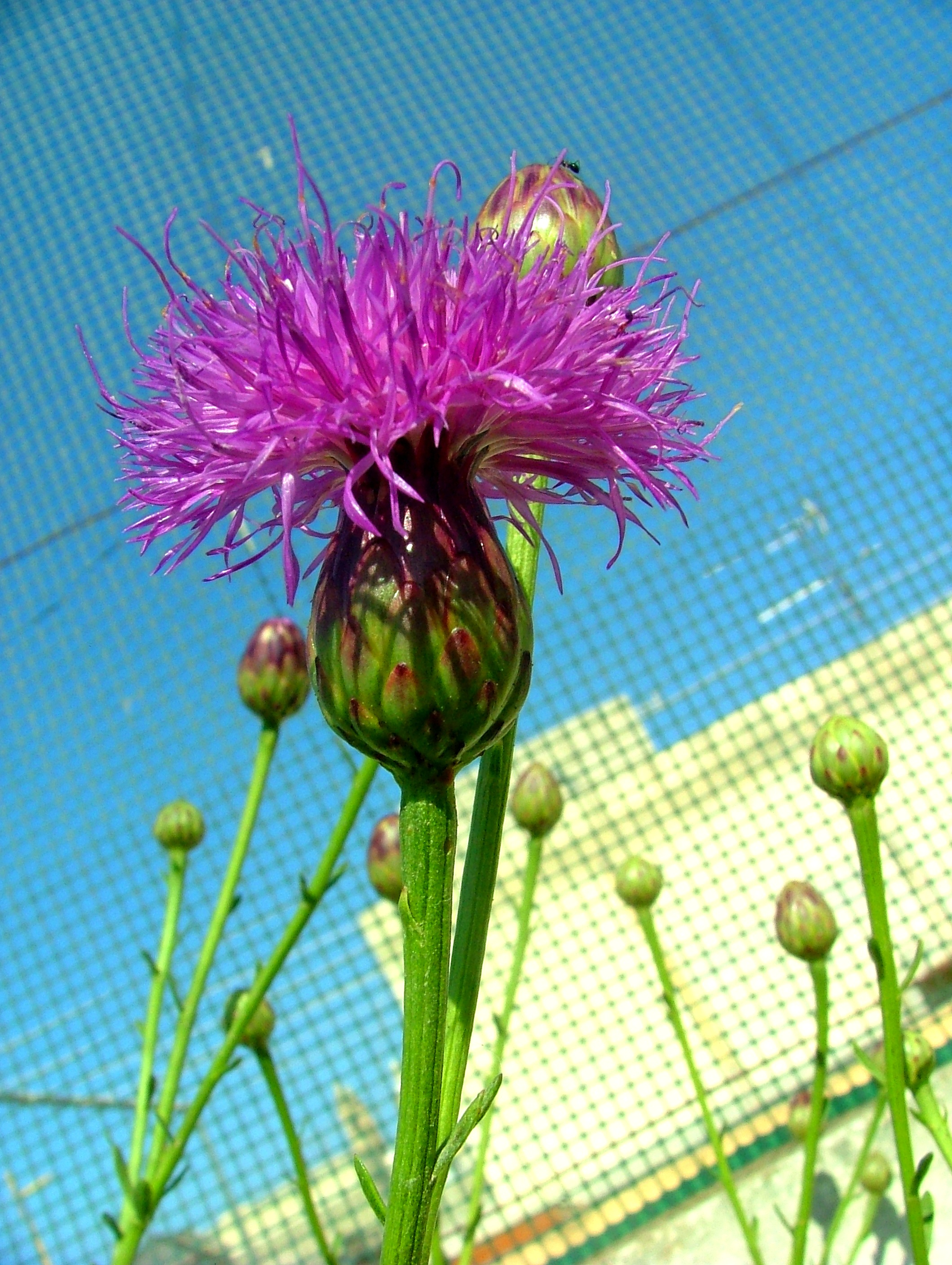
سرگل گل گندم مالتی